# ジンカーズ
ジンカーズは、日本のお笑いコンビである。ニュースタッフエージェンシーに所属した後、フリーで活動する。

## メンバー
- 馬場 聡（ばば さとし、1982年11月18日 - ）
福島県出身。身長169cm、血液型A型。
- 樋口 大輔（ひぐち だいすけ、1981年7月6日 - ） 
新潟県出身。身長183cm、血液型A型。パーティ内山（グレープカンパニー所属芸人）は新潟県立高田高等学校の同級生で、隣のクラスだった。砂川禎一朗（夜ふかしの会）、のぶ（ヴィンテージ）と同居していた。
2019年11月よりASH&Dコーポレーションにマネージャーとして勤務しており、ザ・ギースなどを担当している。芸人としての活動はフリーのまま継続している[1]。

## 概要
2人とも横浜市立大学の人間科学科に在学、落語研究会に在籍してお笑い活動を始めた。なお、ジンカーズと言うコンビ名は「人間科学科＝人科（じんか）」に由来する。
ネタは主にコント、またはショートコント。樋口が一言言うたびに馬場が台詞を入れるといったテンポの掛け合いや、お互い目を合わさず正面を向いて台詞のやり取りをするものもある。

## 出演

### テレビ
- お笑い登龍門（フジテレビ）
- 爆笑オンエアバトル（NHK総合） - 戦績0勝5敗、最高369KB
- オンバト+（NHK総合） - 戦績4勝2敗、最高473KB
- 爆笑トライアウト（NHK総合） - 会場審査は5位（373TP）、視聴者投票は3位（958票）
- 爆笑レッドシアター（フジテレビ）- 2009年8月19日「ホワイトシアター」
- 大進撃放送BONZO！（TOKYO MX）- 2010年10月「お笑いマンスリーPickUp」

### ラジオ
- おはよう!スプーン（アール・エフ・ラジオ日本）- 2010年11月1日

### 単独ライブ
- radish（2007年6月17日、赤坂RED/THEATER）
- paprika（2008年1月12日、内幸町ホール）
- Reboot（2010年7月17 - 18日、しもきた空間リバティ）
- Tie（2011年4月29 - 30日、しもきた空間リバティ）
- FIVE（2012年2月4 - 5日、しもきた空間リバティ）
- ROLL（2013年3月30 - 31日、しもきた空間リバティ）
- SERVE（2014年1月31日 - 2月2日、しもきた空間リバティ）
- vain（2014年12月30 - 31日、赤坂RED/THEATER）
- TIME（2015年12月19日、ユーロライブ）
- knock（2018年7月8日、しもきた空間リバティ）